# Американский университет Парижа
Американский университет Париже (англ. American University of Paris, фр. Université américaine de Paris, AUP) ― частное, независимое высшее учебное заведение в Париже, Франция, предлагающее обучение по программе гуманитарного образования. Основан в 1962 году. Университет является одним из старейших американских высших учебных заведений в Европе и первым, основанным во Франции. Кампус университета состоит из семи зданий, расположенных в центре 7-го округа Парижа, на левом берегу рядом с Эйфелевой башней, Домом Инвалидов и Сеной.
Языком обучения в университете является английский, хотя до окончания учебы студенты должны подтвердить определённый уровень владения французским языком. В университете обучается более 1100 студентов, представляющих более 100 национальностей, при среднем соотношении студентов и преподавателей тринадцать к одному. Преподаватели университета представляют 21 страну, из них 71% имеют докторские степени и около 70% говорят на трёх и более языках.

## История
Основанный в 1962 году доктором Ллойдом Деламатером, тогдашним сорокалетним офицером Дипломатической службы США, как Американский колледж в Париже (ACP), университет был переименован 26 лет спустя в Американский университет Парижа (AUP).
Первоначально ACP был двухгодичным колледжем, расположенным при Американской церкви в Париже . Его первый класс состоял из 100 учеников, многие из которых были детьми американских военнослужащих и эмигрантов, живущих во Франции и Европе. Пятнадцать профессоров, работавших неполный рабочий день, читали курсы по экономике, английскому языку, изобразительному искусству, истории государственного управления, французскому, немецкому, испанскому, математике, философии и социологии. В 1964 году первые 40 студентов получили дипломы после окончания двухлетнего курса обучения, после чего продолжили учёбу в США.
Ещё одним ключевым аспектом учебной программы университета была его культурная программа, первоначально созданная Мари ДеЛаматер, женой Ллойда ДеЛаматера, и Уолтером Дж. Бреннаном, первым директором культурной программы. Программа была направлена на то, чтобы предоставить учащимся возможность посещать музеи, памятники и другие города, чтобы освежить теорию, изученную в классе. Офис культурной программы и сегодня продолжает организовывать ознакомительные поездки для студентов AUP.
Состав студентов колледжа со временем изменился, отчасти из-за сокращения военного присутствия США в Европе. Через тринадцать лет после основания более половины студентов были неамериканцами. 1978 году колледж получил аккредитацию и перешёл на четырёхлетний срок обучения с присуждением в конце учёной степени, после чего в 1988 году его название было изменено на Американский университет в Париже. В 2006 году университет расширил список предлагаемых курсов, включив в него программы магистратуры. Позднее университет объединил свой кампус, приобретя несколько новых зданий в седьмом округе Парижа.

## Аккредитация
Американский университет Парижа аккредитован в США Комиссией по высшему образованию Средних штатов . Американский университет Парижа является некоммерческим учебным заведением, зарегистрированным в штате Делавэр и лицензированным Государственным советом по образованию как высшее учебное заведение штата Делавэр. Американский университет Парижа зарегистрирован в США как некоммерческая организация.
Университет присуждает степени бакалавра искусств, бакалавра наук, магистра искусств и магистра наук, аккредитованные Ассоциацией колледжей и школ Средних штатов. Учреждение уполномочено предлагать степени бакалавра и магистра в штате Делавэр.
Как и другие официально аккредитованные в США дипломы, степени бакалавра AUP признаются эквивалентом французской лицензии (BAC+3). Это позволяет студентам AUP подавать заявки на обучение во французской магистратуре после получения степени бакалавра.
Степени AUP также отдельно признаются министерствами высшего образования Норвегии и Турции.

### Финансовая помощь студентам и стипендии
Американский университет Парижа ежегодно выделяет более 4 миллионов евро финансовой помощи. Университет предлагает несколько видов стипендий, выделяемых на основе заслуг, в том числе одну специально для студентов, получивших диплом International Baccalaureate. В зависимости от итогового балла студенты могут получить скидку от 36% до 75% от стоимости обучения. Университет также предлагает финансовую помощь, размер которой зависит как от потребностей, так и от заслуг. Стипендии присуждаются автоматически, а студенты, желающие получить финансовую помощь, должны подать заявку на неё отдельно. Общая финансовая помощь колеблется от 25% до 50% от стоимости обучения. Ограниченное количество грантов достигает 75% от стоимости обучения. Университет также имеет право сертифицировать федеральные ссуды США американским гражданам и резидентам США.

## Культурные программы
Культурные программы университета предоставляют студентам возможность участвовать в экскурсиях, учебных поездках под руководством преподавателей. Это могут быть как однодневные поездки, так и месячные туры по различным направлениям по всему миру, включая Лондон, Исландию, Рим, Фес и Ауровиль, Индия. Фонд Coup de Pouce даёт студентам возможность подать заявку на финансовую помощь для учебных поездок под руководством преподавателей.

## Кампус
Университет расположен в 7-м округе Парижа, на левом берегу Сены и в непосредственной близости от Эйфелевой башни и Дома Инвалидов. Его городской кампус состоит из семи корпусов.
В 2014 году университет развернул реконструкцию кампуса. Здание Комбса было отремонтировано в 2014 году и стало Центром студенческой жизни Комбса, в котором разместились собственное университетское кафе AMEX, студенческие клубы, студенческое самоуправление, Медиа-центр Тамера Салмана и Центр экологических наук Джой и Эдварда Фриманов, а также художественные студии, офисы преподавателей, классы и Галерея изящных искусств. Галерея, основанная в 2003 году почётным профессором университета Ральфом Петти, на сегодняшний день стала место проведения более 120 выставок, и сегодня её курирует Джонатан Шимони, профессор изящных искусств.
Летом 2015 года администрация университета переехала в отреставрированное здание на бульваре де ла Тур-Мобур. В 2019 году был завершён ремонт в недавно приобретенном здании, которое теперь известно как Quai d'Orsay Learning Commons. Здание состоит из 2000 квадратных метров на десяти этажах. В нем находится библиотека университета, Центр академических ресурсов и интегрированный центр академических, карьерных и практических консультаций. Он соединяется с Центром студенческой жизни Комбс через стеклянный атриум. Завершение реконструкция здания на улице Монтессюи для создания центра искусств была запланирована на 2020 год.

## Библиотека
Университетская библиотека, открытая для сообщества студентов и преподавателей, расположена в Quai d'Orsay Learning Commons. Библиотека предлагает студентам более 41 000 книг, более 545 000 электронных книг, 2 900 DVD-дисков и видео, а также дополнительный доступ к другим библиотекам Парижа. Университетская библиотека также предоставляет доступ к онлайн-ресурсам. Доступны комнаты для групповых занятий и зоны для чтения, беспроводной доступ в Интернет.

## Спорт
Первая спортивная команда в университете была основана в 1962 году, уже через год после основания университета. В последующие десятилетия в заведении были представлены другие спортивные команды, некоторые из которых до сих пор существуют до сих пор, например, команды по волейболу и конному спорту.